# Schernfeld
Schernfeld – miejscowość i gmina w Niemczech, w kraju związkowym Bawaria, w rejencji Górna Bawaria, w regionie Ingolstadt, w powiecie Eichstätt, wchodzi w skład wspólnoty administracyjnej Eichstätt. Leży na terenie Parku Natury Altmühltal, w Jurze Frankońskiej, około 5 km na zachód od Eichstätt, nad rzeką Altmühl.

## Dzielnice
W skład gminy wchodzą następujące dzielnice: Schönfeld, Schönau, Workerszell, Rupertsbuch, Sappenfeld, Langensallach i Birkhof.

## Demografia
| Rok  | Liczba mieszk. |
| ---- | -------------- |
| 1970 | 1 981          |
| 1987 | 2 229          |
| 2000 | 2 968          |
| 2005 | 3 118          |

Dane o ludności z 31 grudnia 2008:
| Opis                                | Ogółem | Ogółem | Kobiety | Kobiety | Mężczyźni | Mężczyźni |
| ----------------------------------- | ------ | ------ | ------- | ------- | --------- | --------- |
| Jednostka                           | osób   | %      | osób    | %       | osób      | %         |
| Populacja                           | 2990   | 100    | 1470    | 49,16   | 1520      | 50,84     |
| Wiek przedprodukcyjny (0–17 lat)    | 704    | 23,55  | 359     | 12,01   | 345       | 11,54     |
| Wiek produkcyjny (18–65 lat)        | 1841   | 61,57  | 875     | 29,26   | 966       | 32,31     |
| Wiek poprodukcyjny (powyżej 65 lat) | 445    | 14,88  | 236     | 7,89    | 209       | 6,99      |

## Polityka
Wójtem gminy jest Ludwig Mayinger, rada gminy składa się z 16 osób.
|      | CSU/FW | FCWG | CSU/BL | Razem |
| 2008 | -      | 8    | 8      | 16    |
| 2002 | 9      | 5    | -      | 14    |

## Oświata
W gminie znajduje się 125 miejsc przedszkolnych oraz szkoła podstawowa z częścią Hauptschule (13 nauczycieli, 212 uczniów).